# 25878 Sihengyou
25878 Sihengyou este un asteroid din centura principală de asteroizi.

## Descriere
25878 Sihengyou este un asteroid din centura principală de asteroizi. A fost descoperit pe 24 august 2000 la Socorro, New Mexico, în cadrul proiectului LINEAR. Asteroidul prezintă o orbită caracterizată de o semiaxă mare de 2,24 ua, o excentricitate de 0,14 și o înclinație de 3,1° în raport cu ecliptica.